# 瑪麗亞馬格達萊納島

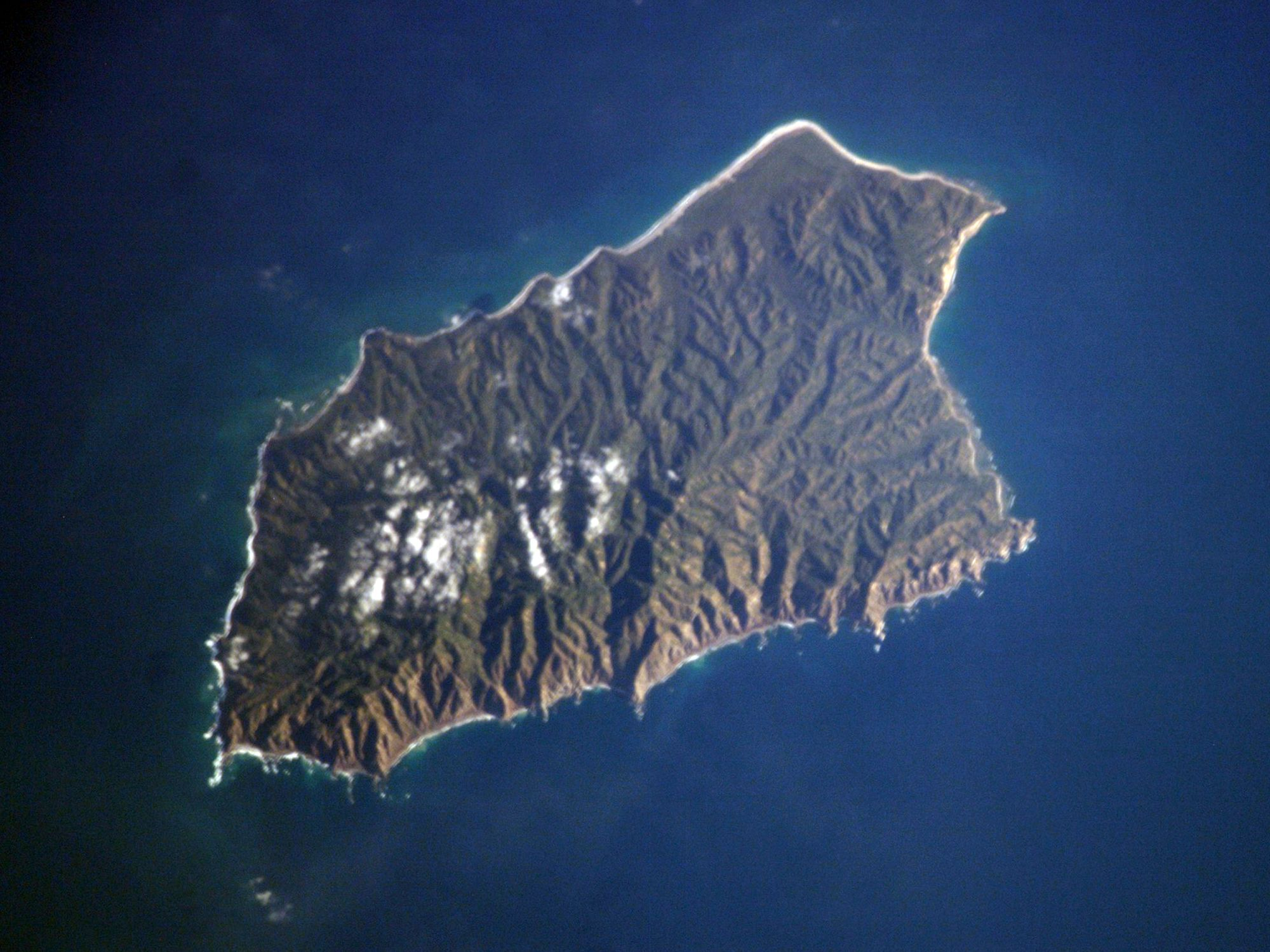

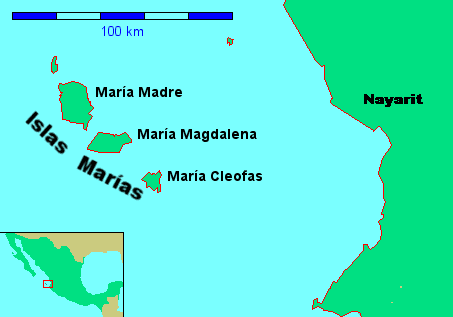

瑪麗亞馬格達萊納島是墨西哥的島嶼，屬於瑪麗亞群島的一部分，位於太平洋海域，長14.2公里、寬7.3公里，面積70.44平方公里，最高點海拔高度457米，島上無人居住。